# Beatrix Savojská (1331)
Beatrix Savojská (kolem 1310 – 19. říjen 1331) byla dcerou savojského vévody Amadea V. a jeho manželky Marie Brabantské. Byla korutanská vévodkyně, tyrolská hraběnka a třetí manželka Jindřicha Korutanského z rodu Menhardovců. Používala titul česká královna, přestože jí nenáležel.

## Život
Z historických pramenů známe Beatrix Savojskou především jako třetí manželku českého krále Jindřicha Korutanského.  

### První manželství Jindřicha Korutanského
Jindřichovou první manželkou od roku 1306 byla Anna Přemyslovna, která mu přinesla titul český král. Anna však v září 1313 ve věku 22 let nečekaně zemřela v Lublani, aniž by mu dala jediného potomka. Tím Jindřich ztratil titul český král a navíc již v té době v Čechách nežil. Byl odtud vyhnán poté, co se českým králem stal Jan Lucemburský, manžel Elišky Přemyslovny.

### Druhé manželství Jindřicha Korutanského

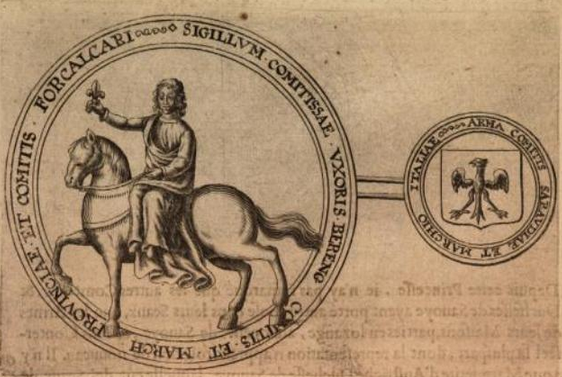
Pečeť Beatrix Savojské

Ještě téhož roku 1313 si Jindřich vzal za ženu téměř o třicet let mladší Adlétu Brunšvickou, se kterou pak žil na svém panství v Korutanech. Jednalo se v první řadě o politický sňatek, ale také o snahu zajistit si dědice. Adléta Brunšvická mu však porodila pouze dvě dcery. Starší Adléta byla psychicky nemocná a tak se mladší Markéta, zvaná Pyskatá, stala jedinou dědičkou korutanských držav. Adléta Brunšvická zemřela v roce 1320 a zanechala Jindřicha bez mužského dědice.

### Třetí manželství Jindřicha Korutanského

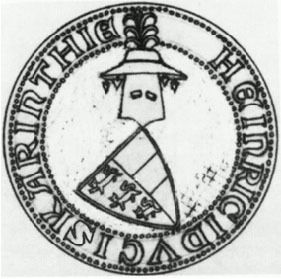
Pečeť Jindřicha Korutanského

Jindřichovou třetí a poslední manželkou se stala Beatrix Savojská v roce 1328. Beatrix se narodila kolem roku 1310 jako dcera savojského hraběte Amadea V. a jeho manželky Marie, dcery brabantského vévody Jana I. Již v sedmnácti letech byla provdána za muže o více než čtyřicet let staršího. Ačkoliv Jindřich v době svého třetího sňatku již nebyl českým králem a smrtí své první manželky Anny ztratil nárok na český trůn, obě jeho další ženy měly titul českých královen. Sám Jindřich se ostatně panovnického titulu nevzdal.
Vládnoucí český král Jan Lucemburský byl bratranec Beatrix Savojské, neboť jejich matky Marie a Markéta byly sestry. Původně se Jindřich měl k Lucemburkům přiženit mnohem dříve. Ovšem oba plánované sňatky s příbuznými krále Jana ztroskotaly na nechuti mladých dívek provdat se za obstarožního korutanského vévodu. Jednalo se o královu sestru Marii a o neteř Beatrix.
V pořadí již třetí sňatek Jindřicha Korutanského s Beatrix Savojskou byl dílem rakouských vévodů. Habsburkové se obstaráním nové nevěsty pro stárnoucího, ale zřejmě stále vitálního vévodu chtěli zapsat kladně do jeho mysli a získat a upevnit spojenectví. Koneckonců Beatrix byla švagrová vévody Leopolda I. Dohoda o zasnoubení Beatrix Savojské byla sepsána v Innsbrucku 23. prosince 1326, svatba se konala v roce 1328. Korutanec poté pověřil či spíše zplnomocnil Albrechta II., aby od savojských hrabat převzal nevěstino věno ve výši pět tisíc hřiven stříbra. Po svatbě devítiletého syna českého krále Jana Lucemburského, Jana Jindřicha, s Korutancovou dcerou Markétou (16. září 1330) sepsali oba otcové mladých novomanželů řadu úmluv a dohod.
Jindřich Korutanský se stále ještě ve svých pětašedesáti letech domníval, že mu Beatrix porodí mužského dědice. Nepovedlo se mu to, neboť Beatrix zemřela bezdětná 19. října 1331. Jindřich zemřel za několik let po ní v roce 1335 po záchvatu mrtvice[nepřesný odkaz]. Jindřich se na tehdejší dobu dožil vysokého věku a až do své smrti se nezřekl svých nároků na českou korunu.